# Angolo tangente

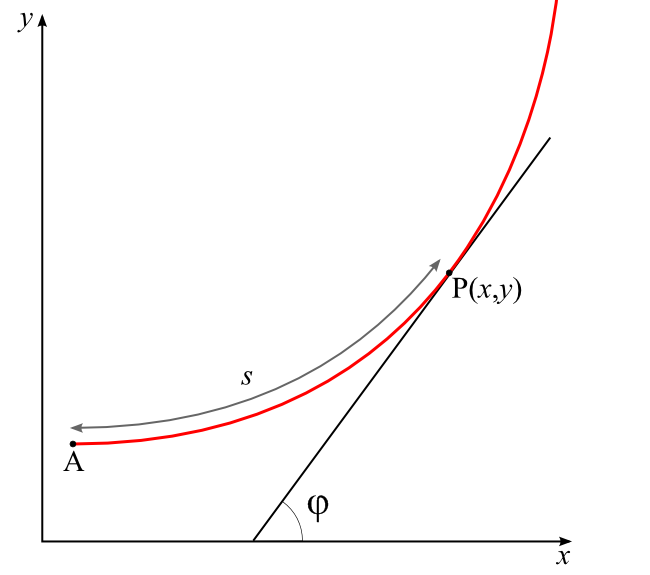
Angolo tangente in un punto di una curva

L'angolo tangente o angolo di rotazione di una curva regolare in un punto {\displaystyle P} appartenente alla curva è l'angolo tra la tangente alla curva in {\displaystyle P} e l'asse delle ascisse, oppure tra la tangente in {\displaystyle P} e la tangente in un punto prestabilito della curva (le due definizioni sono equivalenti a meno di una costante additiva).

## Definizione e proprietà
Data una curva regolare espressa dalla parametrizzazione {\displaystyle \alpha (t):[a,\,b]\to \mathbb {R} ^{2}} e dato {\displaystyle \theta _{0}\in [0,\,2\pi ]} tale che 
{\displaystyle {\frac {\alpha '(t_{0})}{||\alpha '(t_{0})||}}=\left(\cos(\theta _{0}),\,\sin(\theta _{0})\right)}
per un valore {\displaystyle t_{0}\in [a,\,b]} fissato, si dimostra che esiste un'unica funzione differenziabile {\displaystyle \theta _{\alpha }:[a,\,b]\to \mathbb {R} } tale che
{\displaystyle {\frac {\alpha '(t)}{||\alpha '(t)||}}=\left(\cos(\theta _{\alpha }(t)),\,\sin(\theta _{\alpha }(t))\right)}
e
{\displaystyle \theta _{\alpha }(t_{0})=\theta _{0}}.
Tale funzione {\displaystyle \theta _{\alpha }} è l'angolo tangente di {\displaystyle \alpha } determinato da {\displaystyle \theta _{0}}.
Se la curva ha velocità unitaria, si ha
{\displaystyle \alpha '(s)=\left(\cos(\theta (s)),\,\sin(\theta (s))\right)}
e si dimostra che la curvatura è data dalla derivata dell'angolo tangente:
{\displaystyle \kappa =\varphi '(s)}
dove il segno di {\displaystyle \kappa } è positivo se la curva si piega a sinistra, negativo se si piega a destra.
Se la curva è espressa implicitamente dall'equazione {\displaystyle y=f(x)}, una sua parametrizzazione è data da {\displaystyle (x,\ f(x))} e si può assumere {\displaystyle \varphi \in \left[-{\frac {\pi }{2}},\,{\frac {\pi }{2}}\right]}, e l'angolo di rotazione è dato esplicitamente da {\displaystyle \varphi =\arctan f'(x)}.

## Angolo tangente polare
In coordinate polari, l'angolo polare tangente in un punto è definito come l'angolo tra la tangente alla curva in quel punto e il raggio che va dall'origine al punto stesso. Se {\displaystyle \psi } denota l'angolo polare tangente, allora {\displaystyle \psi =\varphi -\theta }, dove {\displaystyle \varphi } è l'angolo tangente precedentemente definito e {\displaystyle \theta } è l'angolo polare.
Se una curva è definita in coordinate polari come {\displaystyle r=f(\theta )} si ha che l'angolo polare tangente {\displaystyle \psi } in {\displaystyle \theta } è dato (a meno di un multiplo di {\displaystyle 2\pi }) da
{\displaystyle {\frac {(f'(\theta ),\ f(\theta ))}{|f'(\theta ),\ f(\theta )|}}=(\cos \psi ,\ \sin \psi )}.
Se la curva è espressa tramite una parametrizzazione in coordinate polari e con velocità unitaria {\displaystyle r=r(s),\ \theta =\theta (s)}, la definizione diventa più semplice
{\displaystyle (r'(s),\ r\theta '(s))=(\cos \psi ,\ \sin \psi )}.
La spirale logaritmica può essere definita come una curva il cui angolo tangente polare è costante.